# (8405) Asbolus
(8405) Asbolus, la designació internacional (8405) Asbolus, és un centaure, un tipus d'asteroide, l'òrbita del qual, creua la dels dels planetes externs del sistema solar. Hi va haver descobert per James V. Scotti i Robert Jedicke del programa Spacewatch el 28 març 1995.
Aquest centaure té el seu nom del personatge Asbolus, centaure de la mitologia grega.

## Caractéristiques físiques
El diàmetre d'Asbolus ha estat estimat des de, a aproximadament 84 km segons les dades de 2007 del télescopi espacial Spitzer, als 66 km o 76 km segons altres fonts.

## Cràter recent
No existeix cap imatge directa d'Asbolus, però les anàlisis espectrals del telescopi espacial Hubble han revelat una composició química de gran complexitat, interpretada gràcies a un cràter d'impacte recent (menys de 10 milions d'anys) a la seva superfície, que va deixar a la vista el materials interns de l'asteroide, sense alterar i que contrastaven fortament amb la resta de la seva superfície, molt alterada per una exposició molt més antiga als rajos ultra-violats del Sol, als vents solars i als rajos còsmics.

## Òrbita
L'òrbita d'Asbolus és molt excèntrica i el porta des de les proximitats de Jupiter i Saturn, a la llunyania de l'òrbita de Neptú.
Les òrbites dels centaures pateixen pertorbacions pels planetes gegants que els fan inestables i impredictibles durant períodes de desenes o de centenars de milers d'anys. La vida-media orbital d'Asbolus s'ha estimat en aproximadament 860.000 anys. El seu periheli de 6,8 unitats astronòmiques indica que actualment és baix la influència de Saturn, però pateix també una influència no menyspreable de Júpiter (un périhélie de 6,6 ua s'ha considerat com sota el control de Júpiter). Una simulació sobre Asbolus suggereix que aquesta canvi de control podria haver-hi tingut lloc fa 10.000 anys. El seu afeli va passar a estar controlat per Neptú.